# Euphorbia leonardii
Euphorbia leonardii es una especie de fanerógama perteneciente a la familia de las euforbiáceas.  Es originaria del Caribe.

## Taxonomía
Euphorbia leonardii fue descrita por (D.G.Burch) Radcl.-Sm. y publicado en Kew Bulletin 25: 172. 1971.
Etimología
Euphorbia: nombre genérico que deriva del médico griego del rey Juba II de Mauritania (52 a 50 a. C. - 23), Euphorbus, en su honor – o en alusión a su gran vientre –  ya que usaba médicamente Euphorbia resinifera. En 1753 Carlos Linneo asignó el nombre a todo el género.
leonardii: epíteto otorgado en honor del botánico estadounidense Emery Clarence Leonard (1892 - 1968), especiealista en las acantáceas y la flora de Haití.
Sinonimia
- Chamaesyce leonardii D.G.Burch Basónimo[5][6]